# 라브렌티 송
라브렌티 댜듀노비치 송(러시아어: Лавре́нтий Дядю́нович Сон 라브렌티 댜듀노비치 손[*], 1941년 2월 2일~)은 소련과 카자흐스탄의 고려인 단편 소설 작가, 극작가로 소련의 소수민족에 대한 다큐멘터리 영화를 제작하는 송 시네마의 창립자이다.
그의 작품인 《기억》은 소비에트 연방의 스탈린 시절에 이루어진 강제이주에 대해 다루고 있으며, 고려말로 씌어진 몇 안되는 진귀한 작품이다. 이 작품은 카자흐스탄의 고려인 극장에서 처음 상연되었다.